# Atlético Madrid BM
Atlético Madrid BM, bivši španjolski rukometni klub iz Madrida. Postojao je od 1951. do 1994., te je bio među najjačim španjolskim klubovima. Domaće utakmice igrao je u Dvorani Antonio Magariños, osim u razdoblju 1992. – 1994. kad je igrao u dvorani Pabellón Municipal de Alcobendas. Ne treba ga miješati s BM Neptunom koji je postojao od 2011. do 2013. i bio poznat i pod imenima Ciudad Real i Atlético Madrid. Taj klub sa starim Atlético Madridom (1951. – 1994.) nema izravnih dodirnih točaka.
Predsjednik kluba Jesús Gil raspustio je klub 1992., ali on se još dvije sezone natjecao pod imenom Atlético Madrid Alcobendas do konačnog gašenja 1994.

## Uspjesi
Liga ASOBAL
- prvaci (11): 1951./52., 1953./54., 1961./62., 1962./63., 1963./64., 1964./65., 1978./79., 1980./81., 1982./83., 1983./84., 1984./85.
- doprvaci (13). 1955./56., 1958./59., 1960./61., 1965./66., 1966./67., 1969./70., 1971./72., 1973./74., 1975./76., 1976./77., 1977./78., 1981./82., 1985./86.

Kup kralja
- prvaci (10): 1962., 1963., 1966., 1967., 1968., 1978., 1979., 1981., 1982., 1987.
- doprvaci (7): 1970., 1973., 1976., 1980., 1984., 1985., 1991.

Superkup ASOBAL
- pobjednici (2): 1986., 1988.

Kup europskih prvaka u rukometu
- doprvaci (1): 1984./85. (ispriječila se šabačka Metaloplastika)

Kup EHF
- doprvaci (1): 1986./87. (ispriječio se Granitas Kaunas)

## Poznati igrači
- Mikael Strøm
- Tibor Vozar
- Sigurður Sveinsson
- Velimir Rajić
- Neculai Vasilcă
- Igor Vasilev
- Alberto Urdiales
- Cecilio Alonso
- José Javier Hombrados
- Mateo Garralda
- "Papitu"
- Lorenzo Rico
- Javier Reino
- Ángel Hermida
- Ricardo Marín
- Dejan Perić
- Igor Butulija
- Dragan Škrbić
- Tomas Svensson
- Per Carlén
- Norwin Platzer
- Steve Goss
- Veselin Vuković
- Miloš Karanović
- Siniša Prokić

## Poznati treneri
- Jordi Álvaro
- Juan de Dios Román
- Domingo Bárcenas
- Francisco Parrilla
- Talant Dujšebajev